# Gestió remota de SIM

Logo de la GSMA reguladora de la norma "Remote SIM provisioning"

La gestió remota de SIM (en anglès: Remote SIM provisioning) és una especificació realitzada per la GSMA que permet als consumidors gestionar de manera remota la targeta SIM (eSIM) integrada en un dispositiu portàtil com ara un telèfon intel·ligent, un rellotge intel·ligent, una monitor de fitness o una tauleta tàctil. L'especificació va formar part originalment del treball de la GSMA sobre eSIM i és important tenir en compte que el control remot de targeta SIM és només un dels aspectes que inclou aquesta especificació eSIM. La resta d'aspectes defineixen que l'eSIM s'estructura en "dominis" que separen el perfil de l'operador dels "dominis" de seguretat i d'aplicació. Un altre aspecte important és que l'eSIM és propietat del fabricant, i això vol dir que l'empresa fabricant té el control total de la seguretat i les aplicacions a l'eSIM, i quins perfils d'operadors l'han d'utilitzar.

## Antecedents de l'especificació
En el fons de la tecnologia, es buscava abordar els següents problemes:
- El desenvolupament de la tecnologia SIM no extraïble: una nova generació de targetes SIM com MFF soldades al dispositiu.
- L'aparició i el suport per part dels operadors mòbils del concepte ABC (sempre la millor connexió: l'oportunitat d'obtenir connexions de qualitat de qualsevol operador mòbil en qualsevol moment.
- El creixement explosiu de l'Internet de les coses (IoT): segons Gartner, uns 8.400 milions de connexions el 2017 (un 31% més que el 2016).[4]
- El cost i l'esforç necessaris per canviar una targeta SIM en un dispositiu que s'ha desplegat al carrer.

L'Associació GSM (GSMA), que reuneix uns 800 operadors i 250 empreses d'ecosistemes mòbils, es va convertir en la primera en presentar la iniciativa Consumer Remote SIM Provisioning. L'inici de la creació de la tecnologia es va anunciar l'estiu de 2014. La versió completa de l'especificació es va realitzar al febrer de 2016. Inicialment, se suposava que l'especificació s'havia d'utilitzar només pels dispositius M2M, però des de desembre de 2015 s'ha començat a distribuir en diversos dispositius personalitzats i en aplicacions empresarials com l'autenticació i la gestió d'identitats.
"Aquesta nova especificació ofereix als consumidors la llibertat de connectar de forma remota els dispositius, com ara els "wearables", a una xarxa mòbil de la seva elecció i continua evolucionant el procés de connexió de dispositius nous i innovadors", Alex Sinclair, director de tecnologia de GSMA.
A més a més, s'ha modificat el dret dels proveïdors de serveis independents a transmetre ordres de càrrega de perfils a les targetes eSIM del dispositiu i ha aparegut la possibilitat d'emmagatzemar matrius de perfils en centres de dades certificats independents (gestor de subscripcions).

## Funcions i beneficis
L'especificació que cobreix els aspectes de selecció de l'operador pretén permetre als consumidors triar un operador de xarxa mòbil d'una àmplia gamma per activar la SIM incrustada en un dispositiu mitjançant una subscripció. Pretén simplificar la vida dels usuaris connectant els seus múltiples dispositius mitjançant la mateixa subscripció. També hauria de motivar els fabricants de dispositius mòbils a desenvolupar la propera generació de dispositius connectats a mòbils que s'adaptin millor a les aplicacions de tecnologia portàtil. L'especificació que cobreix la selecció de l'operador per als dispositius M2M és més senzilla, ja que normalment no hi ha cap subscriptor implicat
El llenguatge que s'utilitza per descriure aquestes especificacions és una mica confús, ja que eSIM no és un format físic (o "factor de forma", la frase que s'utilitza per descriure les diferents mides de SIM). L'eSIM descriu la funcionalitat de la SIM, no la mida física de la SIM, i hi ha eSIM en molts formats (2FF, 3FF, 4FF, MFF).
GSMA també ha desenvolupat un marc de compliment per a dispositius eSIM, eUICC i productes de gestió de subscripcions, per ajudar amb la interoperabilitat i la seguretat dels productes que admeten eSIM. Això ho publica la GSMA com a SGP.24, el procés de compliment eSIM descriu els requisits de compliment habituals per a:
- Interoperabilitat funcional
- Seguretat de l'eUICC
- Seguretat del lloc de producció eUICC
- Seguretat del lloc de gestió de subscripcions

## Funcionament
L'aprovisionament remot al dispositiu amfitrió l'inicia el Local Profile Assistant (LPA), un programa que segueix l'especificació RSP.
Quan l'LPA vol recuperar un perfil d'operador, es posa en contacte amb un servei de gestor de subscripcions (SM) a Internet mitjançant HTTPS. L'adreça del SM es pot definir:
- en un codi QR escanejat per l'usuari
- introduint manualment el nom d'amfitrió /codi d'activació de l'SM a la pantalla
- codificat pel fabricant del dispositiu amfitrió al firmware.
- mitjançant un servei de descoberta universal gestionat per la GSMA.

La LPA és responsable de validar que el certificat X.509 de l'SM és vàlid i emès per l'autoritat de certificació GSMA. Un cop completada la validació, l'LPA coordinarà un canal segur entre l'eUICC i l'SM mitjançant l'autenticació de resposta de desafiament per entrar al mode de programació. L'LPA sol·licitarà perfils d'operador disponibles per a la seva descàrrega, ja sigui enviant el codi d'activació proporcionat per l'usuari o l'eSIM ID (EID) de l'eUICC. L'SM proporcionarà el perfil sol·licitat xifrat de manera que només l'eUICC pugui desxifrar/instal·lar per garantir que la clau d'autenticació de xarxa segueixi sent segura.